# La Riera de Gaià
La Riera de Gaià (spanisch La Riera) ist eine katalanische Gemeinde mit 1.807 Einwohnern (Stand: 2024) in der Provinz Tarragona im Nordosten Spaniens. Sie liegt in der Comarca Tarragonès. Neben dem Hauptort gehören die Ortschaften Ardenya, La Castellot und Virgili zur Gemeinde.

## Geographische Lage
La Riera de Gaià liegt etwa 17 Kilometer ostnordöstlich vom Stadtzentrum von Tarragona und knapp 100 Kilometer westsüdwestlich von Barcelona in einer Höhe von ca. 30 m am Río Gaià.
Durch die Gemeinde führt die Autopista AP-7.

## Bevölkerungsentwicklung
| Jahr      | 1970 | 1981 | 1991 | 2001 | 2011 | 2021 |
| Einwohner | 1025 | 967  | 908  | 1005 | 1677 | 1737 |

## Sehenswürdigkeiten
- Burgruine von Santa Margarita
- Margaritenkirche (Iglesia de Santa Margarita)
- Alte Kirche von Ardenya
- Georgskirche in Ardenya
- 27 Meter hohe Platane am Großen Platz

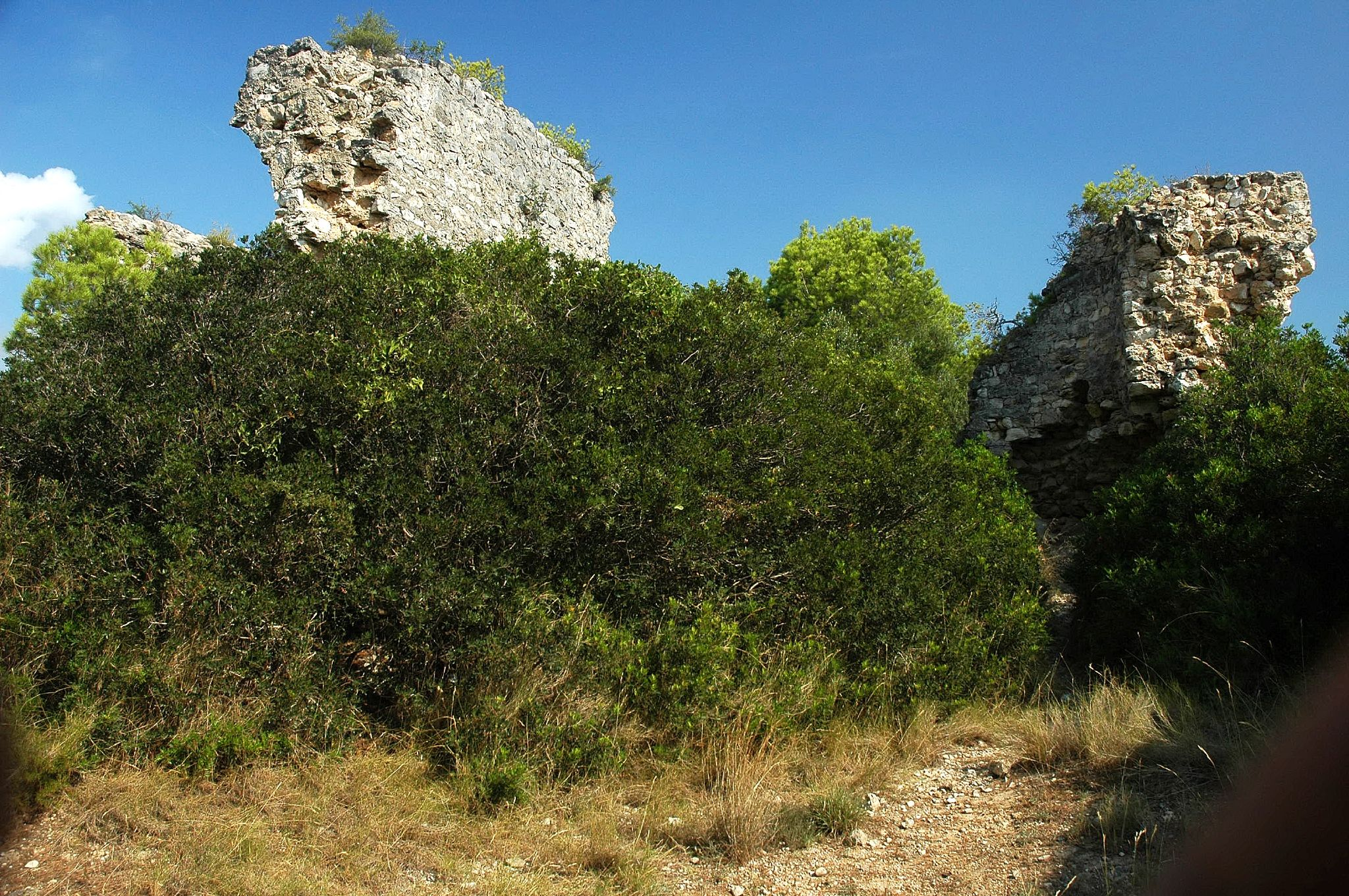
Burgruine von Santa Margarita
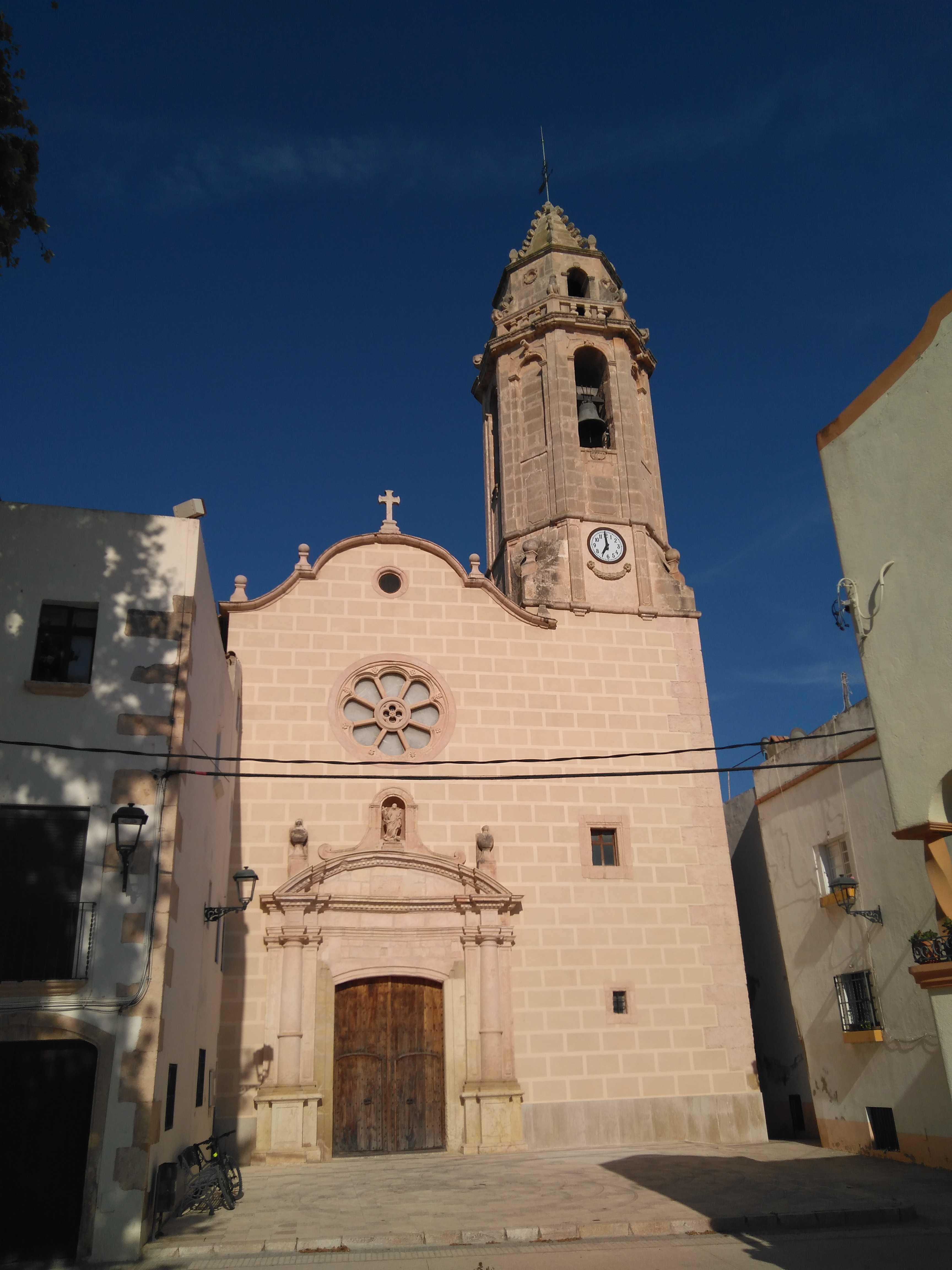
Margaritenkirche
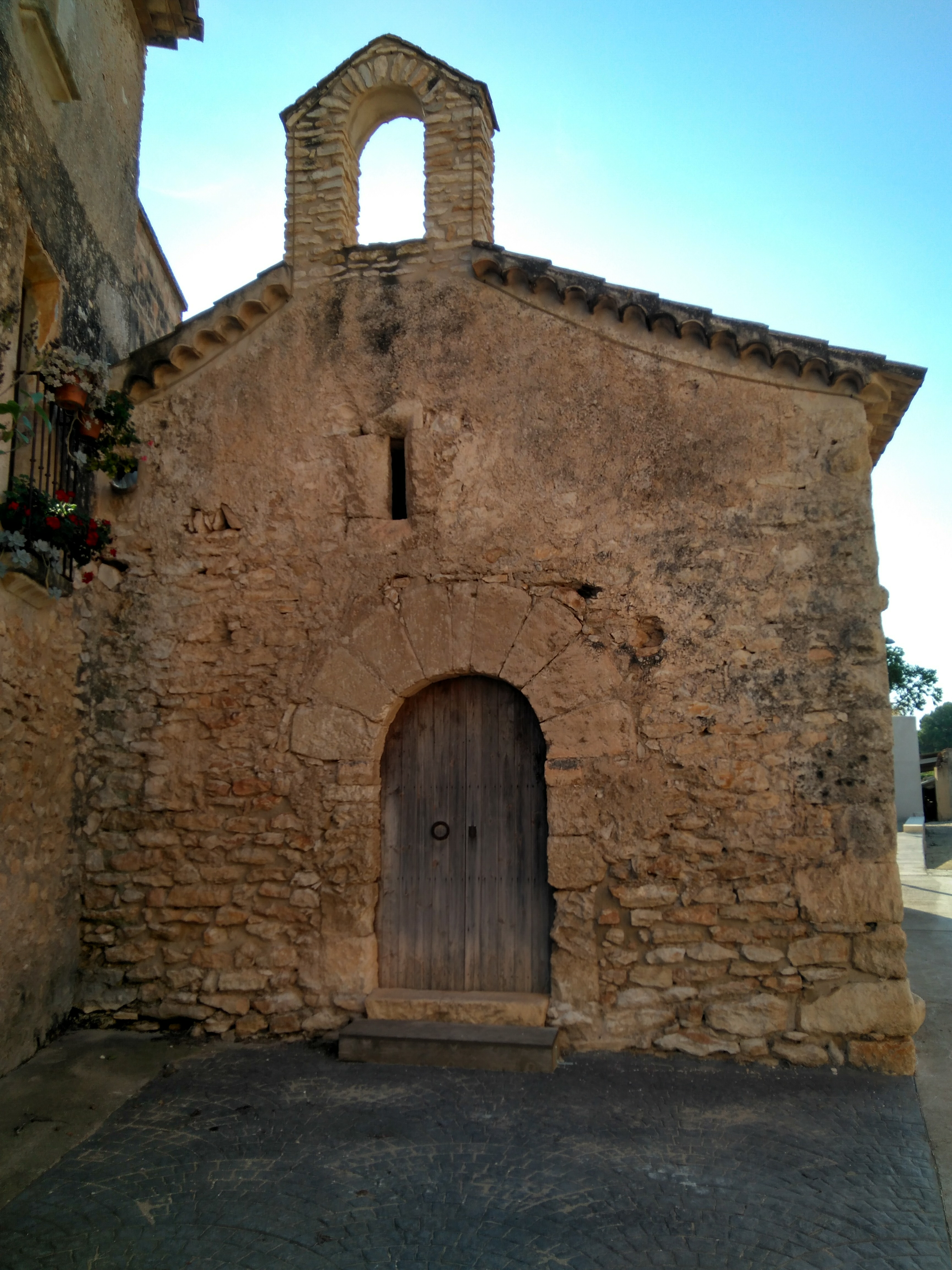
Alte Kirche von Ardenya
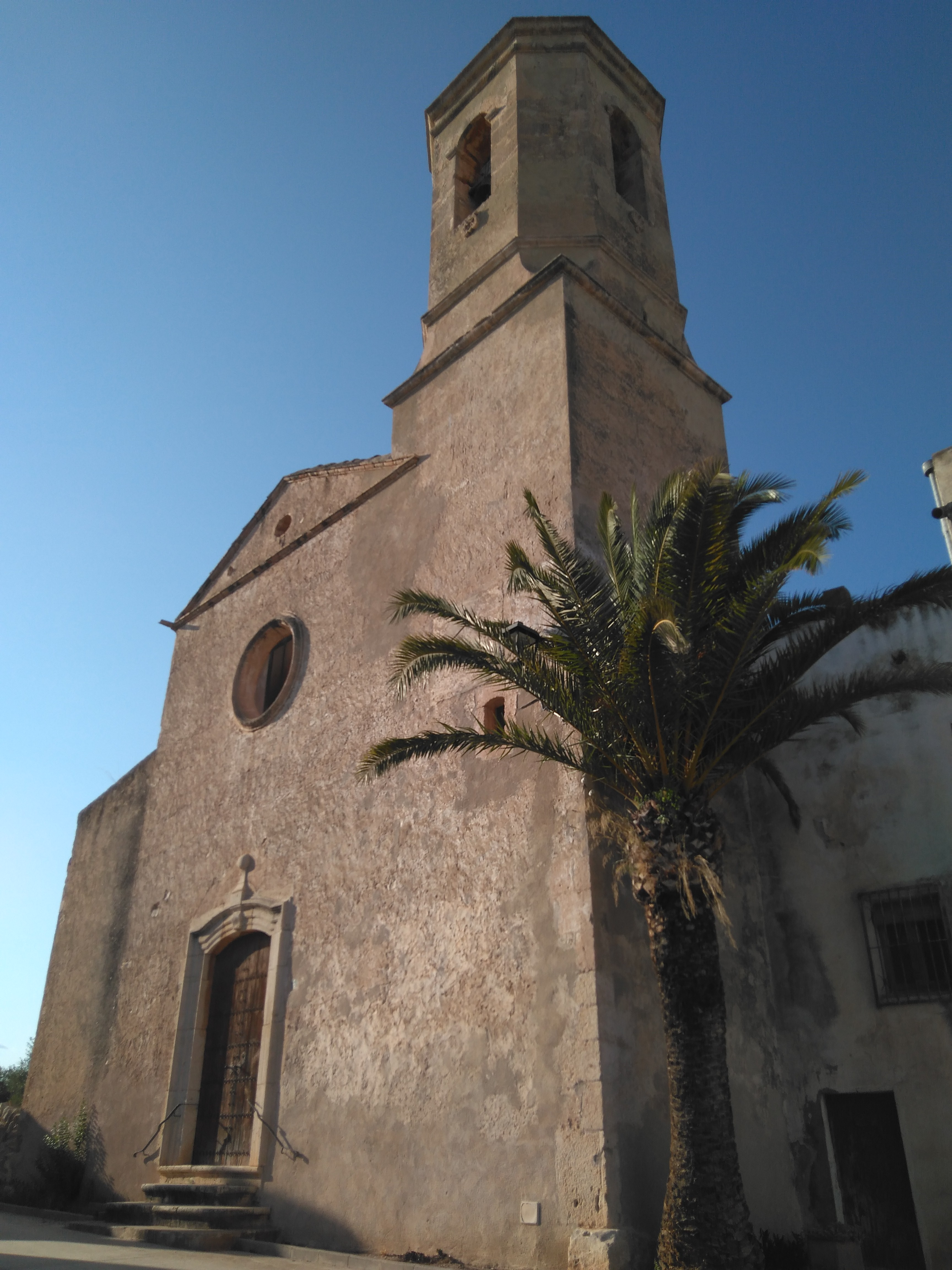
Georgskirche
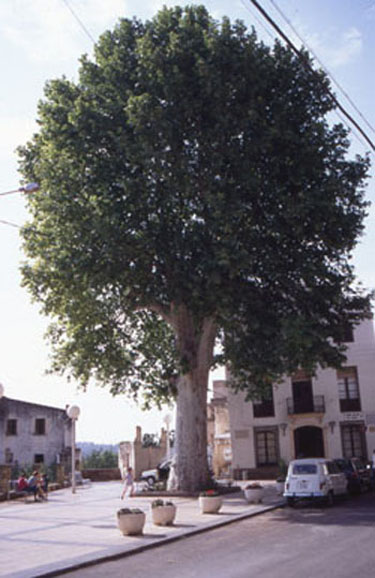
Platane

## Persönlichkeiten
- Bigas Luna (1946–2013), Regisseur, hier verstorben